# Cannibal (canción de Static-X)
«Cannibal» es una canción del grupo de metal industrial Static-X y el primer sencillo de su álbum de mismo nombre, Cannibal. Es la primera vez que Static-X saca el sencillo con el mismo nombre que el disco. Cannibal salió en iTunes como el primer sencillo en línea del disco.
Comentando sobre la canción, Wayne Static dijo - "Con ‘Cannibal,’ estaba pensando en que, cuando veo a la gente comer esos trozos de carne, me disgusta bastante. Es como si fuesen caníbales; podríais darle a cualquier persona un trozo de humano y se lo comerían igualmente, sin notar la diferencia. Así que, con esa idea en mente, fui capaz de escribir ésta canción."
Un vídeo de la canción apareció en iTunes. Aun así, el vídeo de iTunes no es el real, según dijo Wayne Static en el foro del grupo.  Hace poco, Reprise Records ha colgado el vídeo original de la canción en YouTube. 

## Vídeo musical
El vídeo de la canción incluye una actuación en directo del grupo, mezclado con la canción original del álbum.

## Lista de canciones
EP
1. «Cannibal» – 3:13
2. «No Submission» – 2:40
3. «Forty Ways» (Radio edit) – 2:59